# Vladimír Šmicer
Vladimír Šmicer (Verneřice, 24 maggio 1973) è un allenatore di calcio ed ex calciatore ceco, di ruolo centrocampista.
Ha realizzato la seconda delle tre reti che hanno consentito al Liverpool di rimontare il Milan nella finale di Champions League 2004-2005. In seguito realizza il suo rigore consentendo al Liverpool di vincere la competizione.
È il 3º miglior calciatore ceco del decennio (2000-2010) secondo la rivista ceca Lidové noviny e il 9º miglior calciatore ceco del decennio (1993-2003) secondo la rivista ceca Mladá fronta DNES.

## Biografia
Da giovane giocava a calcio d'estate e a hockey su ghiaccio d'inverno. Il nonno di Šmicer è stato anch'esso un calciatore professionista, che ha raggiunto il secondo livello del calcio ceco, la Druhá Liga, con la maglia del Teplice. Presto inizia ad allenare il giovane Šmicer a giocare a calcio. Successivamente viene allenato dal padre e da un ex calciatore professionista.
Viene considerato un idolo per i giovani, sia dentro il campo che fuori.

## Caratteristiche tecniche
Šmicer era un calciatore molto tecnico, ma anche molto veloce. A Verneřice si adattava al ruolo di fantasista.

## Carriera

### Club
Incomincia a giocare nel club di Verneřice, città nel distretto di Děčín, fin da giovane all'età 6 anni e si fa notare nella squadra cominciando a giocare da fantasista. A 12 anni si trasferisce allo Kovostroj Děčín, rimanendo nella squadra sino ai 14 anni. A 14 anni si trasferisce da Verneřice a Praga, entrando nel vivaio dello Slavia Praga. Questo trasferimento è vissuto particolarmente da Šmicer che, dopo esser stato una stella nella squadra cittadina, si ritrova allo Slavia Praga, tra calciatori anche più forti di lui. Allo Slavia cresce fisicamente, psicologicamente e tecnicamente riuscendo a raggiungere la condizione dei calciatori migliori della squadra.. A 19 anni esordisce in prima squadra: in 5 anni dal 1992 al 1996 giocherà 81 incontri di campionato segnando 26 reti, e vincendo una 1. Liga nel 1995-1996. Passa ai francesi del Lens nel 1996. Vince subito nella stagione 1997-1998 la Division 1 a cui seguirà l'anno dopo la Coppa di Lega francese. Nel 1999 gli inglesi del Liverpool lo acquistano e con i reds Šmicer vince molto: 2 League Cup, una FA Cup, una Coppa UEFA, una Charity Shield, la prestigiosa Champions League e la Supercoppa Europea. Passa ai francesi del FC Girondins de Bordeaux dove conquista nuovamente la Coppa di Lega francese. Ritorna da dove aveva iniziato allo Slavia Praga ed è qui che chiude la carriera vincendo due titoli nazionali.

### Nazionale
Veste la maglia della Nazionale ceca per dodici anni, con un totale di 81 presenze e 27 reti. All'Europeo 1996, segna il definitivo 3-3 contro la Russia che qualifica la sua squadra ai quarti di finale. L'anno successivo è autore di cinque marcature in Confederations Cup, con una tripletta agli Emirati Arabi. Partecipa anche all'Europeo 2000, mettendo a segno una doppietta contro la Danimarca nella fase a gironi.
Il 18 maggio 2002, risulta decisivo nell'amichevole vinta per 1-0 contro l'Italia. L'ultimo torneo a cui prende parte è l'Europeo 2004, nel quale segna una rete ai Paesi Bassi.

### Il ritiro
Il 10 novembre 2009 annuncia il ritiro dal calcio giocato a causa di problemi fisici ad un ginocchio che non gli consentono di proseguire la carriera.
Nel marzo 2019 viene scelto come ambasciatore per l’Europeo 2020.

## Statistiche

### Presenze e reti nei club
Statistiche aggiornate al termine della carriera da calciatore.
| Stagione            | Squadra             | Campionato          | Campionato | Campionato | Coppe nazionali | Coppe nazionali | Coppe nazionali | Coppe continentali | Coppe continentali | Coppe continentali | Altre coppe | Altre coppe | Altre coppe | Totale | Totale |
| Stagione            | Squadra             | Comp                | Pres       | Reti       | Comp            | Pres            | Reti            | Comp               | Pres               | Reti               | Comp        | Pres        | Reti        | Pres   | Reti   |
| ------------------- | ------------------- | ------------------- | ---------- | ---------- | --------------- | --------------- | --------------- | ------------------ | ------------------ | ------------------ | ----------- | ----------- | ----------- | ------ | ------ |
| 1992-1993           | Slavia Praga        | 1L                  | 21         | 8          | CCS             | ?               | ?               | -                  | -                  | -                  | -           | -           | -           | 21+    | 8+     |
| 1993-1994           | Slavia Praga        | 1L                  | 17         | 6          | CRC             | ?               | ?               | Int+CU             | 1+2                | 0                  | -           | -           | -           | 20+    | 6+     |
| 1994-1995           | Slavia Praga        | 1L                  | 15         | 3          | CRC             | ?               | ?               | Int+CU             | ?+1                | ?+1                | -           | -           | -           | 16+    | 3+     |
| 1995-1996           | Slavia Praga        | 1L                  | 28         | 9          | CRC             | ?               | ?               | CU                 | 11                 | 1                  | -           | -           | -           | 39+    | 10+    |
| 1996-1997           | Lens                | D1                  | 33         | 5          | CF+CdL          | 1+3             | 0               | CU                 | 2                  | 1                  | -           | -           | -           | 39     | 6      |
| 1997-1998           | Lens                | D1                  | 28         | 7          | CF+CdL          | 5+4             | 3+0             | -                  | -                  | -                  | -           | -           | -           | 37     | 10     |
| 1998-1999           | Lens                | D1                  | 30         | 4          | CF+CdL          | 3+4             | 1+0             | UCL                | 6                  | 1                  | SF          | 1           | 0           | 44     | 6      |
| Totale Lens         | Totale Lens         | Totale Lens         | 91         | 16         |                 | 20              | 4               |                    | 8                  | 2                  |             | 1           | 0           | 120    | 22     |
| 1999-2000           | Liverpool           | PL                  | 21         | 1          | FACup+CdL       | 2+2             | 0               | -                  | -                  | -                  | -           | -           | -           | 25     | 1      |
| 2000-2001           | Liverpool           | PL                  | 27         | 2          | FACup+CdL       | 5+6             | 1+4             | CU                 | 11                 | 0                  | -           | -           | -           | 49     | 7      |
| 2001-2002           | Liverpool           | PL                  | 22         | 4          | FACup+CdL       | 1+1             | 0               | UCL                | 11                 | 1                  | SU+CS       | 0           | 0           | 34     | 5      |
| 2002-2003           | Liverpool           | PL                  | 21         | 0          | FACup+CdL       | 1+5             | 0               | UCL+CU             | 2+4                | 1+0                | CS          | 1           | 0           | 35     | 1      |
| 2003-2004           | Liverpool           | PL                  | 20         | 3          | FACup+CdL       | 1+1             | 0+1             | CU                 | 3                  | 0                  | -           | -           | -           | 25     | 4      |
| 2004-2005           | Liverpool           | PL                  | 10         | 0          | FACup+CdL       | 0               | 0               | UCL                | 6                  | 1                  | -           | -           | -           | 16     | 1      |
| Totale Liverpool    | Totale Liverpool    | Totale Liverpool    | 121        | 10         |                 | 25              | 6               |                    | 37                 | 3                  |             | 1           | 0           | 184    | 19     |
| 2005-2006           | Bordeaux            | L1                  | 25         | 3          | CF+CdL          | 2+2             | 1+1             | -                  | -                  | -                  | -           | -           | -           | 29     | 5      |
| 2006-2007           | Bordeaux            | L1                  | 3          | 0          | CF+CdL          | 2+0             | 0               | CU                 | 2                  | 0                  | -           | -           | -           | 7      | 0      |
| Totale Bordeaux     | Totale Bordeaux     | Totale Bordeaux     | 28         | 3          |                 | 6               | 2               |                    | 2                  | 0                  |             | -           | -           | 36     | 5      |
| 2007-2008           | Slavia Praga        | 1L                  | 12         | 2          | CRC             | 0               | 0               | UCL+CU             | 5+0                | 0                  | -           | -           | -           | 17     | 2      |
| 2008-2009           | Slavia Praga        | 1L                  | 8          | 3          | CRC             | 3               | 0               | UCL+CU             | 0+4                | 0                  | -           | -           | -           | 15     | 3      |
| 2009-2010           | Slavia Praga        | 1L                  | 3          | 0          | CRC             | 1               | 0               | UCL+UEL            | 0+1                | 0                  | -           | -           | -           | 5      | 0      |
| Totale Slavia Praga | Totale Slavia Praga | Totale Slavia Praga | 104        | 31         |                 | 4+              | 0+              |                    | 25+                | 2+                 |             | -           | -           | 133+   | 33+    |
| Totale carriera     | Totale carriera     | Totale carriera     | 344        | 60         |                 | 55+             | 12+             |                    | 72+                | 7+                 |             | 2           | 0           | 473+   | 79+    |

### Cronologia presenze e reti in nazionale

#### Cecoslovacchia
| Cronologia completa delle presenze e delle reti in nazionale ― Cecoslovacchia | Cronologia completa delle presenze e delle reti in nazionale ― Cecoslovacchia | Cronologia completa delle presenze e delle reti in nazionale ― Cecoslovacchia | Cronologia completa delle presenze e delle reti in nazionale ― Cecoslovacchia | Cronologia completa delle presenze e delle reti in nazionale ― Cecoslovacchia | Cronologia completa delle presenze e delle reti in nazionale ― Cecoslovacchia | Cronologia completa delle presenze e delle reti in nazionale ― Cecoslovacchia | Cronologia completa delle presenze e delle reti in nazionale ― Cecoslovacchia |
| Data                                                                          | Città                                                                         | In casa                                                                       | Risultato                                                                     | Ospiti                                                                        | Competizione                                                                  | Reti                                                                          | Note                                                                          |
| ----------------------------------------------------------------------------- | ----------------------------------------------------------------------------- | ----------------------------------------------------------------------------- | ----------------------------------------------------------------------------- | ----------------------------------------------------------------------------- | ----------------------------------------------------------------------------- | ----------------------------------------------------------------------------- | ----------------------------------------------------------------------------- |
| 27-10-1993                                                                    | Košice                                                                        | Cecoslovacchia                                                                | 3 – 0                                                                         | Cipro                                                                         | Qual. Mondiali 1994                                                           | -                                                                             | 72’                                                                           |
| Totale                                                                        |                                                                               | Presenze                                                                      | 1                                                                             |                                                                               | Reti                                                                          | 0                                                                             |                                                                               |

#### Repubblica Ceca
| Cronologia completa delle presenze e delle reti in nazionale ― Rep. Ceca | Cronologia completa delle presenze e delle reti in nazionale ― Rep. Ceca | Cronologia completa delle presenze e delle reti in nazionale ― Rep. Ceca | Cronologia completa delle presenze e delle reti in nazionale ― Rep. Ceca | Cronologia completa delle presenze e delle reti in nazionale ― Rep. Ceca | Cronologia completa delle presenze e delle reti in nazionale ― Rep. Ceca | Cronologia completa delle presenze e delle reti in nazionale ― Rep. Ceca | Cronologia completa delle presenze e delle reti in nazionale ― Rep. Ceca |
| Data                                                                     | Città                                                                    | In casa                                                                  | Risultato                                                                | Ospiti                                                                   | Competizione                                                             | Reti                                                                     | Note                                                                     |
| ------------------------------------------------------------------------ | ------------------------------------------------------------------------ | ------------------------------------------------------------------------ | ------------------------------------------------------------------------ | ------------------------------------------------------------------------ | ------------------------------------------------------------------------ | ------------------------------------------------------------------------ | ------------------------------------------------------------------------ |
| 15-11-1995                                                               | Praga                                                                    | Rep. Ceca                                                                | 3 – 0                                                                    | Lussemburgo                                                              | Qual. Euro 1996                                                          | -                                                                        | 83’                                                                      |
| 29-5-1996                                                                | Salisburgo                                                               | Austria                                                                  | 1 – 0                                                                    | Rep. Ceca                                                                | Amichevole                                                               | -                                                                        | 46’                                                                      |
| 14-6-1996                                                                | Liverpool                                                                | Rep. Ceca                                                                | 2 – 1                                                                    | Italia                                                                   | Euro 1996 - 1º turno                                                     | -                                                                        | 64’                                                                      |
| 19-6-1996                                                                | Liverpool                                                                | Rep. Ceca                                                                | 3 – 3                                                                    | Russia                                                                   | Euro 1996 - 1º turno                                                     | 1                                                                        | 64’                                                                      |
| 23-6-1996                                                                | Birmingham                                                               | Portogallo                                                               | 0 – 1                                                                    | Rep. Ceca                                                                | Euro 1996 - Quarti di finale                                             | -                                                                        | 24’ 84’                                                                  |
| 26-6-1996                                                                | Manchester                                                               | Rep. Ceca                                                                | 0 – 0 dts (6 – 5 dtr)                                                    | Francia                                                                  | Euro 1996 - Semifinali                                                   | -                                                                        | 46’                                                                      |
| 30-6-1996                                                                | Londra                                                                   | Rep. Ceca                                                                | 1 – 2 gg                                                                 | Germania                                                                 | Euro 1996 - Finale                                                       | -                                                                        | 88’                                                                      |
| 18-9-1996                                                                | Teplice                                                                  | Rep. Ceca                                                                | 6 – 0                                                                    | Malta                                                                    | Qual. Mondiali 1998                                                      | 1                                                                        | 64’                                                                      |
| 9-10-1996                                                                | Praga                                                                    | Rep. Ceca                                                                | 0 – 0                                                                    | Spagna                                                                   | Qual. Mondiali 1998                                                      | -                                                                        | 58’                                                                      |
| 10-11-1996                                                               | Belgrado                                                                 | Jugoslavia                                                               | 1 – 0                                                                    | Rep. Ceca                                                                | Qual. Mondiali 1998                                                      | -                                                                        | 82’                                                                      |
| 26-2-1997                                                                | Poděbrady                                                                | Rep. Ceca                                                                | 4 – 1                                                                    | Bielorussia                                                              | Amichevole                                                               | -                                                                        |                                                                          |
| 12-3-1997                                                                | Ostrava                                                                  | Rep. Ceca                                                                | 2 – 1                                                                    | Polonia                                                                  | Amichevole                                                               | -                                                                        | 71’                                                                      |
| 2-4-1997                                                                 | Praga                                                                    | Rep. Ceca                                                                | 1 – 2                                                                    | Jugoslavia                                                               | Qual. Mondiali 1998                                                      | -                                                                        | 67’                                                                      |
| 8-6-1997                                                                 | Valladolid                                                               | Spagna                                                                   | 1 – 0                                                                    | Rep. Ceca                                                                | Qual. Mondiali 1998                                                      | -                                                                        |                                                                          |
| 20-8-1997                                                                | Teplice                                                                  | Rep. Ceca                                                                | 2 – 0                                                                    | Fær Øer                                                                  | Qual. Mondiali 1998                                                      | -                                                                        | 74’                                                                      |
| 24-8-1997                                                                | Bratislava                                                               | Slovacchia                                                               | 2 – 1                                                                    | Rep. Ceca                                                                | Qual. Mondiali 1998                                                      | 1                                                                        |                                                                          |
| 6-9-1997                                                                 | Toftir                                                                   | Fær Øer                                                                  | 0 – 2                                                                    | Rep. Ceca                                                                | Qual. Mondiali 1998                                                      | 1                                                                        |                                                                          |
| 24-9-1997                                                                | Ta' Qali                                                                 | Malta                                                                    | 0 – 1                                                                    | Rep. Ceca                                                                | Qual. Mondiali 1998                                                      | -                                                                        |                                                                          |
| 11-10-1997                                                               | Praga                                                                    | Rep. Ceca                                                                | 3 – 0                                                                    | Slovacchia                                                               | Qual. Mondiali 1998                                                      | 1                                                                        |                                                                          |
| 13-12-1997                                                               | Riad                                                                     | Sudafrica                                                                | 2 – 2                                                                    | Rep. Ceca                                                                | Conf. Cup 1997 - 1º turno                                                | 2                                                                        | 85’                                                                      |
| 15-12-1997                                                               | Riad                                                                     | Rep. Ceca                                                                | 1 – 2                                                                    | Uruguay                                                                  | Conf. Cup 1997 - 1º turno                                                | -                                                                        |                                                                          |
| 17-12-1997                                                               | Riad                                                                     | Rep. Ceca                                                                | 6 – 1                                                                    | Emirati Arabi Uniti                                                      | Conf. Cup 1997 - 1º turno                                                | 3                                                                        | 75’                                                                      |
| 19-12-1997                                                               | Riad                                                                     | Rep. Ceca                                                                | 0 – 2                                                                    | Brasile                                                                  | Conf. Cup 1997 - Semifinale                                              | -                                                                        |                                                                          |
| 21-12-1997                                                               | Riad                                                                     | Rep. Ceca                                                                | 1 – 0                                                                    | Uruguay                                                                  | Conf. Cup 1997 - Finale 3º posto                                         | -                                                                        | 78’                                                                      |
| 25-3-1998                                                                | Olomouc                                                                  | Rep. Ceca                                                                | 2 – 1                                                                    | Irlanda                                                                  | Amichevole                                                               | 1                                                                        | 89’                                                                      |
| 22-4-1998                                                                | Murska Sobota                                                            | Slovenia                                                                 | 1 – 3                                                                    | Rep. Ceca                                                                | Amichevole                                                               | 1                                                                        | 56’                                                                      |
| 21-5-1998                                                                | Kōbe                                                                     | Rep. Ceca                                                                | 1 – 0                                                                    | Paraguay                                                                 | Amichevole                                                               | 1                                                                        | 85’                                                                      |
| 19-8-1998                                                                | Praga                                                                    | Rep. Ceca                                                                | 1 – 0                                                                    | Danimarca                                                                | Amichevole                                                               | -                                                                        | 78’                                                                      |
| 6-9-1998                                                                 | Toftir                                                                   | Fær Øer                                                                  | 0 – 1                                                                    | Rep. Ceca                                                                | Qual. Euro 2000                                                          | 1                                                                        |                                                                          |
| 10-10-1998                                                               | Sarajevo                                                                 | Bosnia ed Erzegovina                                                     | 1 – 3                                                                    | Rep. Ceca                                                                | Qual. Euro 2000                                                          | 1                                                                        | 86’                                                                      |
| 14-10-1998                                                               | Teplice                                                                  | Rep. Ceca                                                                | 4 – 1                                                                    | Estonia                                                                  | Qual. Euro 2000                                                          | -                                                                        |                                                                          |
| 18-11-1998                                                               | Londra                                                                   | Inghilterra                                                              | 2 – 0                                                                    | Rep. Ceca                                                                | Amichevole                                                               | -                                                                        | 46’                                                                      |
| 9-2-1999                                                                 | Bruxelles                                                                | Belgio                                                                   | 0 – 1                                                                    | Rep. Ceca                                                                | Amichevole                                                               | -                                                                        | 81’                                                                      |
| 27-3-1999                                                                | Teplice                                                                  | Rep. Ceca                                                                | 2 – 0                                                                    | Lituania                                                                 | Qual. Euro 2000                                                          | -                                                                        | 79’                                                                      |
| 31-3-1999                                                                | Glasgow                                                                  | Scozia                                                                   | 1 – 2                                                                    | Rep. Ceca                                                                | Qual. Euro 2000                                                          | 1                                                                        | 84’                                                                      |
| 5-6-1999                                                                 | Tallinn                                                                  | Estonia                                                                  | 0 – 2                                                                    | Rep. Ceca                                                                | Qual. Euro 2000                                                          | -                                                                        | 66’                                                                      |
| 9-6-1999                                                                 | Praga                                                                    | Rep. Ceca                                                                | 3 – 2                                                                    | Scozia                                                                   | Qual. Euro 2000                                                          | -                                                                        | 61’                                                                      |
| 9-10-1999                                                                | Praga                                                                    | Rep. Ceca                                                                | 2 – 0                                                                    | Fær Øer                                                                  | Qual. Euro 2000                                                          | -                                                                        |                                                                          |
| 23-2-2000                                                                | Dublino                                                                  | Irlanda                                                                  | 3 – 2                                                                    | Rep. Ceca                                                                | Amichevole                                                               | -                                                                        | 56’                                                                      |
| 3-6-2000                                                                 | Norimberga                                                               | Germania                                                                 | 3 – 2                                                                    | Rep. Ceca                                                                | Amichevole                                                               | -                                                                        | 50’                                                                      |
| 11-6-2000                                                                | Amsterdam                                                                | Paesi Bassi                                                              | 1 – 0                                                                    | Rep. Ceca                                                                | Euro 2000 - 1º turno                                                     | -                                                                        | 83’                                                                      |
| 16-6-2000                                                                | Bruges                                                                   | Rep. Ceca                                                                | 1 – 2                                                                    | Francia                                                                  | Euro 2000 - 1º turno                                                     | -                                                                        |                                                                          |
| 21-6-2000                                                                | Liegi                                                                    | Rep. Ceca                                                                | 2 – 0                                                                    | Danimarca                                                                | Euro 2000 - 1º turno                                                     | 2                                                                        | 79’                                                                      |
| 2-9-2000                                                                 | Sofia                                                                    | Bulgaria                                                                 | 0 – 1                                                                    | Rep. Ceca                                                                | Qual. Mondiali 2002                                                      | -                                                                        | 90’                                                                      |
| 28-2-2001                                                                | Skopje                                                                   | Macedonia                                                                | 1 – 1                                                                    | Rep. Ceca                                                                | Amichevole                                                               | -                                                                        |                                                                          |
| 24-3-2001                                                                | Belfast                                                                  | Irlanda del Nord                                                         | 0 – 1                                                                    | Rep. Ceca                                                                | Qual. Mondiali 2002                                                      | -                                                                        | 90’                                                                      |
| 28-3-2001                                                                | Praga                                                                    | Rep. Ceca                                                                | 0 – 0                                                                    | Danimarca                                                                | Qual. Mondiali 2002                                                      | -                                                                        | 67’                                                                      |
| 2-6-2001                                                                 | Copenaghen                                                               | Danimarca                                                                | 2 – 1                                                                    | Rep. Ceca                                                                | Qual. Mondiali 2002                                                      | -                                                                        |                                                                          |
| 6-10-2001                                                                | Praga                                                                    | Rep. Ceca                                                                | 6 – 0                                                                    | Bulgaria                                                                 | Qual. Mondiali 2002                                                      | -                                                                        | 67’                                                                      |
| 10-11-2001                                                               | Bruxelles                                                                | Belgio                                                                   | 1 – 0                                                                    | Rep. Ceca                                                                | Qual. Mondiali 2002                                                      | -                                                                        | 46’                                                                      |
| 14-11-2001                                                               | Praga                                                                    | Rep. Ceca                                                                | 0 – 1                                                                    | Belgio                                                                   | Qual. Mondiali 2002                                                      | -                                                                        | 67’                                                                      |
| 12-2-2002                                                                | Nicosia                                                                  | Rep. Ceca                                                                | 2 – 0                                                                    | Ungheria                                                                 | Amichevole                                                               | -                                                                        |                                                                          |
| 13-2-2002                                                                | Nicosia                                                                  | Cipro                                                                    | 3 – 4                                                                    | Rep. Ceca                                                                | Amichevole                                                               | 1                                                                        | 46’                                                                      |
| 27-3-2002                                                                | Cardiff                                                                  | Galles                                                                   | 0 – 0                                                                    | Rep. Ceca                                                                | Amichevole                                                               | -                                                                        |                                                                          |
| 18-5-2002                                                                | Praga                                                                    | Rep. Ceca                                                                | 1 – 0                                                                    | Italia                                                                   | Amichevole                                                               | 1                                                                        | 46’                                                                      |
| 21-8-2002                                                                | Olomouc                                                                  | Rep. Ceca                                                                | 4 – 1                                                                    | Slovacchia                                                               | Amichevole                                                               | -                                                                        | 56’                                                                      |
| 6-9-2002                                                                 | Praga                                                                    | Rep. Ceca                                                                | 5 – 0                                                                    | Jugoslavia                                                               | Amichevole                                                               | 1                                                                        | 31’                                                                      |
| 20-11-2002                                                               | Teplice                                                                  | Rep. Ceca                                                                | 3 – 3                                                                    | Svezia                                                                   | Amichevole                                                               | -                                                                        | 81’                                                                      |
| 12-2-2003                                                                | Parigi                                                                   | Francia                                                                  | 0 – 2                                                                    | Rep. Ceca                                                                | Amichevole                                                               | -                                                                        | 17’                                                                      |
| 29-3-2003                                                                | Rotterdam                                                                | Paesi Bassi                                                              | 1 – 1                                                                    | Rep. Ceca                                                                | Qual. Euro 2004                                                          | -                                                                        | 27’ 79’                                                                  |
| 2-4-2003                                                                 | Praga                                                                    | Rep. Ceca                                                                | 4 – 0                                                                    | Austria                                                                  | Qual. Euro 2004                                                          | -                                                                        | 62’                                                                      |
| 30-4-2003                                                                | Teplice                                                                  | Rep. Ceca                                                                | 4 – 0                                                                    | Turchia                                                                  | Amichevole                                                               | 1                                                                        | 32’ 74’                                                                  |
| 11-6-2003                                                                | Olomouc                                                                  | Rep. Ceca                                                                | 5 – 0                                                                    | Moldavia                                                                 | Qual. Euro 2004                                                          | 1                                                                        | 58’                                                                      |
| 6-9-2003                                                                 | Minsk                                                                    | Bielorussia                                                              | 1 – 3                                                                    | Rep. Ceca                                                                | Qual. Euro 2004                                                          | 1                                                                        | 35’                                                                      |
| 10-9-2003                                                                | Praga                                                                    | Rep. Ceca                                                                | 3 – 1                                                                    | Paesi Bassi                                                              | Qual. Euro 2004                                                          | -                                                                        | 81’                                                                      |
| 28-4-2004                                                                | Praga                                                                    | Rep. Ceca                                                                | 0 – 1                                                                    | Giappone                                                                 | Amichevole                                                               | -                                                                        | 46’                                                                      |
| 2-6-2004                                                                 | Praga                                                                    | Rep. Ceca                                                                | 3 – 1                                                                    | Bulgaria                                                                 | Amichevole                                                               | -                                                                        | 7’ 70’                                                                   |
| 6-6-2004                                                                 | Teplice                                                                  | Rep. Ceca                                                                | 2 – 0                                                                    | Estonia                                                                  | Amichevole                                                               | -                                                                        | 46’                                                                      |
| 15-6-2004                                                                | Aveiro                                                                   | Rep. Ceca                                                                | 2 – 1                                                                    | Lettonia                                                                 | Euro 2004 - 1º turno                                                     | -                                                                        | 64’                                                                      |
| 19-6-2004                                                                | Aveiro                                                                   | Rep. Ceca                                                                | 3 – 2                                                                    | Paesi Bassi                                                              | Euro 2004 - 1º turno                                                     | 1                                                                        | 24’                                                                      |
| 1-7-2004                                                                 | Porto                                                                    | Rep. Ceca                                                                | 0 – 1 dts                                                                | Grecia                                                                   | Euro 2004 - Semifinale                                                   | -                                                                        | 40’ 55’                                                                  |
| 4-6-2005                                                                 | Liberec                                                                  | Rep. Ceca                                                                | 8 – 1                                                                    | Andorra                                                                  | Qual. Mondiali 2006                                                      | 1                                                                        | 46’                                                                      |
| 8-6-2005                                                                 | Teplice                                                                  | Rep. Ceca                                                                | 6 – 1                                                                    | Macedonia                                                                | Qual. Mondiali 2006                                                      | -                                                                        | 61’                                                                      |
| 17-8-2005                                                                | Göteborg                                                                 | Svezia                                                                   | 2 – 1                                                                    | Rep. Ceca                                                                | Amichevole                                                               | -                                                                        | 46’                                                                      |
| 3-9-2005                                                                 | Costanza                                                                 | Romania                                                                  | 2 – 0                                                                    | Rep. Ceca                                                                | Qual. Mondiali 2006                                                      | -                                                                        |                                                                          |
| 7-9-2005                                                                 | Olomouc                                                                  | Rep. Ceca                                                                | 4 – 1                                                                    | Armenia                                                                  | Qual. Mondiali 2006                                                      | -                                                                        | 46’                                                                      |
| 8-10-2005                                                                | Praga                                                                    | Rep. Ceca                                                                | 0 – 2                                                                    | Paesi Bassi                                                              | Qual. Mondiali 2006                                                      | -                                                                        | 44’                                                                      |
| 12-10-2005                                                               | Helsinki                                                                 | Finlandia                                                                | 0 – 3                                                                    | Rep. Ceca                                                                | Qual. Mondiali 2006                                                      | -                                                                        | 61’                                                                      |
| 12-11-2005                                                               | Oslo                                                                     | Norvegia                                                                 | 0 – 1                                                                    | Rep. Ceca                                                                | Qual. Mondiali 2006                                                      | 1                                                                        | 79’                                                                      |
| 16-11-2005                                                               | Praga                                                                    | Rep. Ceca                                                                | 1 – 0                                                                    | Norvegia                                                                 | Qual. Mondiali 2006                                                      | -                                                                        | 90’                                                                      |
| Totale                                                                   |                                                                          | Presenze (8º posto)                                                      | 80                                                                       |                                                                          | Reti (3º posto)                                                          | 27                                                                       |                                                                          |

## Palmarès

### Club

#### Competizioni nazionali
- Campionato ceco: 3

Slavia Praga: 1995-1996, 2007-2008, 2008-2009
- Campionato francese: 1

Lens: 1997-1998
- Coppa di Lega francese: 2

Lens: 1998-1999
Bordeaux: 2006-2007
- Coppa di Lega inglese: 2

Liverpool: 2000-2001, 2002-2003
- Coppa d'Inghilterra: 1

Liverpool: 2000-2001
- Charity Shield: 1

Liverpool: 2001

#### Competizioni internazionali
- Coppa UEFA: 1

Liverpool: 2000-2001
- Supercoppa UEFA: 1

Liverpool: 2001
- UEFA Champions League: 1

Liverpool: 2004-2005
- Coppa Piano Karl Rappan: 1

Slavia Praga: 1993

### Individuale
- Scarpa d'argento della FIFA Confederations Cup: 1

1997
- Pallone di bronzo della FIFA Confederations Cup: 1

1997